# Butterfinger
Butterfinger is een van oorsprong Amerikaanse chocoladereep, geproduceerd door Ferrero SpA (een dochteronderneming van Ferrero). De koek bestaat uit verschillende laagjes krokante pindakaas overgoten in chocolade. Elk jaar worden er zo'n anderhalf miljard repen geproduceerd.

## Geschiedenis
De chocoladereep "Butterfinger" werd in de jaren 20 ontwikkeld door Otto Schnering, die ook de "Baby Ruth" ontwikkelde. Het bedrijf dat Schnering had opgericht, "The Curtiss Candy Company", was toentertijd gevestigd in Chicago. Het bedrijf organiseerde een wedstrijd om de chocoladereep een naam te geven. In die tijd begonnen sportverslaggevers de term 'butterfingers' te gebruiken om spelers te omschrijven die de bal niet konden vasthouden. Een man uit Chicago, die zichzelf omschreef als een onhandig iemand, diende de naam "Butterfinger" in. 
In de jaren negentig kocht Nestlé het merk Butterfinger (alsook Baby Ruth) over.
Repen van Butterfinger werden in 1999 in Duitsland van de markt gehaald omwille van de aanwezigheid van GMO's. Greenpeace had een succesvolle campagne gemaakt waardoor ze Nestlé ertoe had aangezet het product uit de Duitse supermarkten te halen.
In januari 2018 kondigde Nestlé aan om een groot deel van zijn Amerikaanse snoepmerken (waaronder Butterfinger) te verkopen aan de Italiaanse chocolatier Ferrero SpA voor $2,8 miljard.